# Rockwell (Einheit)
Rockwell ist eine international gebräuchliche Maßeinheit für die Härte eines Werkstoffes. Das Kürzel besteht aus HR (Hardness Rockwell, Härte nach Rockwell) als Kennzeichnung des Prüfverfahrens gefolgt von einem weiteren Buchstaben, der die Skala und damit die Prüfkräfte und -körper angibt.
Grundlage des Prüfverfahrens ist die Eindringtiefe eines Prüfkörpers in den Werkstoff. Es existieren mehrere von Stanley P. Rockwell im Jahre 1920 entwickelte Härteprüfverfahren, die für bestimmte Einsatzbereiche spezialisiert sind. Es ergeben sich bei weicheren Werkstoffen steigende Eindringtiefen, die dickere Prüflinge erfordern. Um dem entgegenzukommen, sind nach EN ISO 6508-1 elf Skalen mit unterschiedlichen Prüfkräften und -körpern genormt. Diese Skalen tragen die Buchstaben A–H, K, N und T. Die genormte Darstellung besteht aus dem Härtewert, dem Prüfverfahren und der Skala, beispielsweise 65 HRC oder 90 HRH.

## Skalen A, C und D
Bei den Skalen A, C und D wird ein Diamantkegel mit 120° Spitzenwinkel und eine Prüfvorkraft von 98 N verwendet, die Prüfzusatzkraft beträgt bei Skala A 490,33 N, bei Skala C 1373 N und bei Skala D 882,60 N. Meist eingesetzt ist das Verfahren nach Skala C (C steht für engl. cone, dt. Kegel) mit Diamantkegel. Ebenfalls gängig ist HRA, da hier dünnere Werkstücke geprüft werden können.
{\displaystyle \mathrm {Rockwellh{\ddot {a}}rte} =100-{\frac {t}{0{,}002\,\mathrm {mm} }}}
Dabei ist {\displaystyle t} die bleibende Eindringtiefe des Prüfkörpers. Die Eindringtiefe je Einheit beträgt 2 µm. Die für dieses Verfahren zulässigen Härtewerte müssen zwischen 20 HRC und 70 HRC liegen.

## Skalen B, E–H und K

Prinzip der Rockwell-Härte (B-Skala, Stahlkugel)

Diese Skalen eignen sich für weichere Werkstücke wie mittelharte Stähle oder Messing, als Prüfkörper wird nach neuester Norm nach 2006 eine Sinterhartmetallkugel (W) eingesetzt, davor waren auch Stahlkugeln (S) zugelassen. Aus diesem Grund wurde auch die Härteskala um 30 Grade erweitert. Bei den Skalen B, F und G hat die Kugel einen Durchmesser von 1,5875 mm (1⁄16 Zoll), bei den Skalen E, H und K beträgt dieser 3,175 mm (1⁄8 Zoll). Die Prüfvorkraft entspricht immer 98 N, die Prüfzusatzkraft gliedert sich jedoch folgendermaßen: Skalen B und E 883 N, Skale F und H 490,33 N und Skale G und K 1372,93 N. Am häufigsten findet sich hier die Skala B (B steht für engl. ball, dt. Ball bzw. Kugel).
{\displaystyle \mathrm {Rockwellh{\ddot {a}}rte} =130-{\frac {t}{0{,}002\,\mathrm {mm} }}}
Das Verfahren wird eingesetzt für Werkstoffe mittlerer Härte, z. B. Stähle mit niedrigem Kohlenstoffgehalt oder Messing, wobei die zulässigen Härten zwischen 35 HRB und 100 HRB liegen.

## Skalen N und T
Für Skala N wird ein Diamantkegel mit 120° Spitzenwinkel benutzt, für Skala T eine Stahl- oder Hartmetallkugel mit 1,5875 mm Durchmesser. Gemeinsam ist den beiden Verfahren die geringere Prüfvorkraft von 29,42 N und dass sie jeweils in drei verschiedenen Prüfkraftvariationen genormt sind. Dies ist durch eine Zahl gekennzeichnet, die bei den Skalen N und T gleichbedeutend ist. 15 steht für 117,68 N, 30 für 264,78 N und 45 für 411,88 N. Das Kürzel lautet vollständig also beispielsweise HR15N oder HR45T.
{\displaystyle \mathrm {Rockwellh{\ddot {a}}rte} =100-{\frac {t}{0{,}001\,\mathrm {mm} }}}

## Messablauf
1. Vorkraft aufgeben – bei HRA, HRB, HRC usw.: 10 kp (≈98 N); bei HRN und HRT: 3 kp (≈29,4 N)
2. Messuhr nullen
3. Hauptkraft zusätzlich aufgeben, z. B. HRB = 90 kp (≈882,6 N), HRC = 140 kp (≈1372,9 N)
4. Einwirkdauer hängt vom Kriechverhalten des Stoffes ab: 2–3 s: für Metalle ohne zeitabhängiges plastisches Verhalten 3–6 s: für Metalle mit zeitabhängigem plastischen Verhalten
5. Hauptkraft aufheben
6. Härtewert an der Messuhr ablesen
7. Vorkraft aufheben

## Beispiele
Eine Welle für ein Getriebe kann beispielsweise eine Härte von 48 HRC haben, eine Edelstahl-Messerklinge „Nirosta“ die Härte 39 HRC, Schweizer Taschenmesser die Härte 55 HRC, eine normale Küchenmesserklinge aus rostträgem Stahl 52 bis 56 HRC, ein hochwertiges Kochmesser aus rostträgem Stahl 59 bis 61 HRC, und rostträge pulvermetallurgische Klingen erreichen 66 HRC. Nicht rostträge pulvermetallurgische Klingen erreichen bis zu 71 HRC. Eine Messerklinge aus japanischem Ao-Gami-Stahl (Blaupapier-Stahl) hat eine Härte bis zu 67 HRC, eine aus Shiro-Gami-Stahl (Weißpapier-Stahl) eine Härte bis zu 65 HRC. Schneiden aus Hartmetall, Metallcarbide in einer zähen Bindermatrix (meist Cobalt), erreichen Härten über 80 HRC. Diese Werte sind sog. Ansprunghärten, also Maximalhärten. Nach dem Anlassen der Werkstücke haben sie ihre Gebrauchshärte, die deutlich unter der Ansprunghärte liegt.
Oberhalb von ca. 64 HRC enden in aller Regel die Möglichkeiten der spanenden Bearbeitung (Drehen, Bohren, Fräsen). Werkstücke im Härtebereich von 60 HRC bis 64 HRC werden in der Regel mit beschichteten Hartmetallwerkzeugen gebohrt oder gefräst, Drehkonturen bis zu der genannten Obergrenze mit Keramik bearbeitet. Alternativ besteht die Möglichkeit, dass gehärtete Werkstoffe geschliffen oder erodiert werden. Während die Härte beim Erodieren keine Rolle spielt, kommen beim Schleifen je nach Härte Korundscheiben oder diamantbeschichtete Scheiben zum Einsatz.
Die gängigste Vorgehensweise ist, Fertigungsteile bis auf wenige Zehntelmillimeter im „weichen“ Zustand vorzuarbeiten. Nach der Wärmebehandlung können die Werkstücke dann durch Schleifen, Erodieren oder Hartfräsen fertig bearbeitet werden. Im klassischen Werkzeug- und Maschinenbau werden hier Toleranzen von ±5 µm erreicht.